# Jean Scot Érigène
Pour les articles homonymes, voir Scot.
Jean Scot Érigène (Iohannes Scottus) est un clerc et philosophe irlandais du IXe siècle né autour de l'an 800. Il meurt vers 877 sans doute sur le continent, comme nombre de moines celtes venus d'Irlande, « l'île des saints et des savants » et du christianisme celtique, à moins qu'il ne soit retourné en Angleterre.
De Scot (Jean), dit « Érigène », philosophe et théologien du IXe siècle, il est impossible de fixer davantage les éléments relatifs à la date de naissance, la jeunesse et la fin de vie. On cumule sur le continent ses surnoms Scotus et l'Érigène ou, en latin, Eriugena. La dénomination Jean Scot Érigène dissimule une redondance toponymique. En effet, dans son pays d'origine, on le nommait Hibernia, Scottia ou Eriu. Érigène signifiant qu'il est originaire d'Irlande, alors que Scot indique qu'il vient de la terre des Scots, la Scotia étant à l'époque le mot latin pour désigner l'Irlande.

## Sa vie et son œuvre
Érigène gagne le continent vers 845. Il vient en France, appelé par Charles le Chauve, et il passe presque trente ans à la cour de ce prince, il enseigne probablement les arts libéraux à l'école palatine. Il devient le philosophe officiel du petit-fils de Charlemagne.
Avec le règne de Charles, le cadre des études officielles dispensées s'élargit. Jean Scot Érigène exalte le zèle religieux du souverain qui, au milieu de ses soucis politiques (attaques des Normands et guerres intestines), sait garder un intérêt pour les études des Pères grecs et ne pas se contenter des Pères latins.
Les Irlandais, qui sont à la cour de Charles le Chauve les plus nombreux parmi les savants étrangers[réf. nécessaire], touchent également aux formations patristiques et philosophiques. Le simple désir de Charlemagne de voir des prêtres parler correctement le latin est vite dépassé par le talent de personnalités telles que Sedulius, Jean Scot Érigène ou Martin Scot. Se rendant souvent à Laon, où résident de nombreux compatriotes, Érigène s'adjoint les services de Martin Scot[réf. nécessaire] dans les traductions du grec nécessaires à ses études.
À la cour du petit-fils de Charlemagne, Érigène participe, à la demande d'Hincmar de Reims, à la querelle autour de la prédestination en rédigeant De prædestinatione (De la prédestination) en 851. Il y condamne la théorie de la prédestination soutenue par Ondescalc d'Orbais. Il y enseigne librement les arts libéraux. C'est à cet homme cultivé que l'on doit l'expression d’arts mécaniques. Ce terme est utilisé dans un de ses commentaires sur un ouvrage de Martianus Capella. Ce commentaire accorde déjà aux arts mécaniques un statut presque égal à celui des arts libéraux.
Penseur original, sachant le grec, l'arabe et l'hébreu[réf. nécessaire], nourri de la lecture des écrits de Platon, d'Augustin, d'Origène..., traducteur de textes alors attribués à Denys l'Aréopagite, Scot Érigène est à la fois philosophe et théologien. C'est bien le seul de son époque à connaître et à traduire les Ambigua et les Quæstiones ad Thalassium de Maxime le Confesseur auquel il doit des éléments importants de sa pensée.
Il a une culture exceptionnelle pour son temps. Il est féru de grec, il traduit et annote les œuvres de Maxime le Confesseur ainsi que la Création de l'homme de Grégoire de Nysse. Il étudie Origène et saint Augustin. Il annote et commente Martianus Capella et Boèce. Il reste, encore aujourd'hui, reconnu pour avoir été le traducteur et commentateur du Pseudo-Denys l'Aréopagite.

## Un esprit universel
Ce laïc irlandais a su en extraire une quintessence qui prolonge des traditions antérieures, chrétiennes et païennes. Sa pensée pourrait être redécouverte pour renouveler la pensée sur des thèmes comme l'imaginaire, la théologie apophatique, le symbolisme, etc.
Pour lui, toutes les aspirations humaines au savoir ont pour origine la question de la foi en la révélation. Et c'est à la raison humaine en tant que miroir du Verbe dans le temps qu'incombe le devoir d'expliquer le sens de la Révélation. Il s'ensuit qu'aucune contradiction ne peut surgir entre foi et raison humaine sans incompréhension, et entre foi et raison divine. Il faut suivre l'autorité des pères de l'Église aussi longtemps que celle-ci est en accord avec la Révélation ; en cas de contradiction, c'est l'Écriture et la Raison divine qui l'emportent. L'homme n'a de raison que comme miroir et ressemblance du Verbe, qui est la vraie Raison qui mesure toute raison humaine. Et bien sûr une tradition fragile est moins que le Verbe ; mais cela ne fait pas de Scot un rationaliste moderne, car sa "raison" est très éloignée de la raison des modernes.
L’Irlandais, agile de l'esprit, concevait la nature sous quatre catégories dont le point de départ était Dieu et dont le terme aboutissait à Dieu, donc comme un cercle qui part du Suprême et fait retour à lui. Tout part du Suprême et retourne au Suprême. Il est sur l'Un diverses perspectives finies légitimes en tant que finies. Tous les êtres créés se résorbent ainsi en leur créateur. La notion de bien et de mal est propre à la manifestation comme le temps et l'espace, innocents et coupables devant connaître un destin temporel étranger ou non à leur destinée éternelle. L'Enfer n'est pas un lieu terrestre, de la manifestation spatiale, mais rien n'est hors de l'Espace de la nature divine; il n'en est pas moins être, douleur et aveuglement. Les quatre catégories sont :
- "ce qui n'est pas créé et qui crée" (Dieu comme origine de toutes choses);
- "ce qui est créé et qui crée" (idées, causes premières);
- "ce qui est créé et ne crée pas" (ce qui est soumis à un temps et à un lieu : l'homme);
- "ce qui n'est pas créé et qui ne crée pas" (Dieu comme point de retour de l'humanité).

Dans son traité Periphyseon (De divisione naturae, terme du XVIIe siècle), il fait une compilation et une synthèse de la culture grecque païenne au travers de la tradition des pères grecs. Il s'agit essentiellement de la culture grecque, en y ajoutant cependant des auteurs latins imprégnés de culture néo-platonicienne, Boèce, Martianus Capella et saint Augustin. Il glose l'Évangile selon Jean, analyse la pensée d'Augustin d'Hippone et prend part aux grandes querelles théologiques sur la nature divine. Il s'oppose à Godescalc au sujet de la prédestination. Il encourt les foudres de plusieurs conciles locaux pour le panthéisme et le pandéisme qui, selon une incompréhension tenace, se dégage de ses œuvres. Ce panthéisme est une accusation ancienne mais qui n'a jamais été confirmée. Jean Scot Erigène est lu et étudié pendant tout le Moyen Âge, entre autres par Thomas d'Aquin mais qui le confond avec Origène.
Vers 865 ou 867, il est dénoncé comme hérétique par le pape Nicolas Ier. L'accusation n'est pas confirmée. Au lieu de se retirer dans un couvent, il demeure en France, et meurt sur sa terre d'accueil vers 876 (peut-être 877)[réf. nécessaire].
Ses œuvres furent censurées par l'Église, puis réhabilitées par le pape Benoît XVI lors de l'Audience générale du 10 juin 2009.

## Sa postérité
Jean Scot est aujourd'hui réclamé par certains libres penseurs comme un des leurs, bien que ce terme n'ait aucun sens au IXe siècle[réf. nécessaire].

Les attributions d'une postérité « sectaire » à Jean Scot Érigène résultent d'une incompréhension de son œuvre. Jean Scot est strictement le continuateur de la tradition néoplatonicienne de la basse antiquité, en particulier de Proclus, relu et christianisé par Denys l'Aréopagite. En revanche, selon Henri Delacroix, la filiation, qui va d'Érigène jusqu’aux mouvements sectaires du Libre-Esprit, Amauriciens et Béghards, est avérée :
Liberté de la conscience humaine, autorité de la seule raison, tels étaient, en dernière analyse, les principes que l’on pouvait extraire du système (...) on ne tarda pas à les apercevoir et (...) on sut en user. D’autre part le rapprochement qu’Érigène avait établi entre l’esprit humain et la substance divine, entre l’être et la pensée, l’universel devenir et la destinée particulière persista. La philosophie d’Érigène agit puissamment sur la conscience religieuse. Les sectes ignorantes souvent ne surent pas d’où leur venaient les idées autour desquelles elles se ralliaient.
Selon Jean Trouillard, ses théories des causes primordiales, des trois mouvements de l'âme et de la démarche analytique nous découvrent un aspect authentique du platonisme.
Le 10 juin 2009 le pape Benoit XVI a parlé de Jean Scot Érigène dans une catéchèse en mettant en avant la relation entre la foi et la raison. En effet, Jean Scot prétend que la raison humaine n'entre pas en contradiction avec la foi.

### Œuvres de Jean Scot
- Les œuvres sont rassemblées dans le tome 122 de la Patrologie latine de J.-P. Migne.
- De divisione naturae ou Periphyseon (864-866), Édition dans la collection “Scriptores Latini Hiberniae”, Dublin, par les soins de I. P. Sheldon-Williams, L. Bieler, J. J. O’Meara (en quatre volumes; le cinquième livre n'a pas été publié).
- Periphyseon Édition critique par Edouard Jeauneau. “Corpus Christianorum, Continuatio mediaeualis”, voll. 161, 162, 163, 164, 165, Turnhout: Brepols,1996-2003.
- De la division de la nature. Periphyseon, introduction, traduction et notes par Francis Bertin, Paris, Presses Universitaires de France, coll. "Épiméthée" : 
  - Livre I : Prologue et cadre formel de la divisio naturae; "La Nature créatrice incréée",
  - Livre II : "'La Nature créatrice créée", (1995);
  - Livre III : "La Nature créée incréatrice" (1995);
  - Livre IV : "La Nature créée incréatrice" (1995);
  - Livre V  "La Nature créée incréatrice" (suite) (2009).
- De divina praedestinatione (851), Édition critique par Goulven Madec, coll. “Corpus Christianorum, Continuatio mediaeualis”, vol. 50, Turnhot: Brepols, 1978.
- Commentaire de la “Hiérarchie céleste” du Pseudo-Denys (865-870), éd. J. Barbet, coll. “Corpus Christianorum, Continuatio mediaeualis”, vol. 31, Turnhout: Brepols, 1975.
- Homélie sur le Prologue de Jean, éd. E. Jeauneau, coll. “Sources chrétiennes”, vol. 151, Paris: Éditions du Cerf, 1969.
- Commentaire sur l'Évangile de Jean, éd. E. Jeauneau, coll. “Sources chrétiennes”, vol. 180, Paris: Éditions du Cerf, 1972.

### Études sur Jean Scot
- Maieul Cappuyns, Jean Scot Erigène sa vie, son œuvre, sa pensée, Paris: Desclée de Brouwer 1933. Réimpression : Bruxelles : Culture et Civilisation, 1964
- Henri Delacroix, Essai sur le mysticisme spéculatif en Allemagne au XIVe siècle, (1900), Chapitre I : Les conclusions de la philosophie d’Érigène, rééd. Éditions localement transcendantes, Puyméras, 2022.
- Emmanuel Falque, Dieu, la chair et l'autre, (ch. 2, Dieu phénomène - Jean Scot Érigène) PUF, 2008
- Stephen Gersh, From Iamblichus to Eriugena: an investigation of the prehistory and evolution of the pseudo-Dionysian tradition, Leyde: Brill 1978
- Édouard Jeauneau, Études érigéniennes, Paris: Études augustiniennes 1987
- Édouard Jeauneau, Tendenda vela. Excursions littéraires et digressions philosophiques à travers le Moyen Âge, Turnhout, Brepols, 2007
- Alexandre Koyré, L'idée de Dieu dans la philosophie de St. Anselme (ch. 6 : Jean Scot Érigène), Paris, Vrin, 1984.
- Arnaud Montoux, Réordonner le cosmos ; itinéraires érigéniens à Cluny, Paris: éd. du Cerf, 2016
- René Roques, Libres sentiers vers l’érigénisme, Rome, 1975
- Endro Von Ivanka, Plato Christianus, Paris, PUF, 1991
- Avital Wohlman, L'homme, le monde sensible, et le péché dans la philosophie de Jean Scot Erigène, Paris, Vrin, 1987.
- Willemien Otten, The Anthropology of Johannes Scottus Eriugena, Leiden: Brill, 1990.

### Études sur la période
- Christophe Erismann, L’Homme commun. La genèse du réalisme ontologique durant le haut Moyen Âge, Partis, Vrin, 2010.
- Janet L. Nelson, Charles le Chauve, Paris, Aubier, 1994.

## Jean Scot Érigène  dans la culture populaire
- Jean Scot Érigène  apparait dans le roman de Henri Vincenot , Les Étoiles de Compostelle, éd. Denoël, 1982.
- Jean Scot Erigène apparaît cité sous forme d’épigraphe  dans le roman de Philip K.Dick , À rebrousse-temps, éd J’ai lu,1982[16].